# Borgomaro
Pour les articles homonymes, voir Maro.
Borgomaro, également Maro, est une commune italienne de la province d'Imperia, dans la région Ligurie.

## Histoire
Le village est devenu en 1202 fief des comtes de Vintimille, la branche noble de Maro, jusqu'à ce que le territoire soit vendu à la famille Lascaris de Tende en 1455.
En 1575, la seigneurie, enclavée dans la principauté d'Oneille, est vendue, avec le comté de Tende, à Emmanuel-Philibert de Savoie, en particulier pour son importance stratégique et l'emplacement du village dans la vallée de Maro. La forteresse de Maro y fut construite et celle-ci fut assiégée par les troupes espagnoles lors de la guerre de succession de Montferrat.
Il a ensuite été incorporé dans le royaume de Sardaigne puis du royaume d'Italie en 1861 . 

## Administration
| Période                                  | Période | Identité | Étiquette | Qualité |
| ---------------------------------------- | ------- | -------- | --------- | ------- |
|                                          |         |          |           |         |
| Les données manquantes sont à compléter. |         |          |           |         |

### Communes limitrophes
Aurigo, Caravonica, Carpasio, Chiusanico, Lucinasco, Pieve di Teco, Prelà, Rezzo (Italie), Vasia